# Exoprosopa texana
Exoprosopa texana är en tvåvingeart som beskrevs av Charles Howard Curran 1930. Exoprosopa texana ingår i släktet Exoprosopa och familjen svävflugor. Inga underarter finns listade i Catalogue of Life.